# Friedrich Münchmeyer
Friedrich Martin Münchmeyer (* 14. Februar 1901 in Glasgow; † 7. Januar 1988 in Kassel) war ein deutscher evangelischer Pfarrer und Theologe. Von 1957 bis 1962 amtierte er als erster Präsident der Hauptgeschäftsstelle des Werkes „Innere Mission und Hilfswerk der EKD“ (heute Diakonie Deutschland).

## Leben
Münchmeyer, ein Sohn des von 1898 bis 1904 amtierenden Pastors der deutschen evangelischen Gemeinde in Glasgow Reinhard Münchmeyer, wuchs in Stettin auf, wurde nach seinem Theologiestudium 1925 ordiniert und trat im selben Jahr seine erste Stelle als Militärpfarrer in Allenstein an. Von 1930 bis 1939 war er Militärkreispfarrer in Dresden und von 1940 bis 1945 Feldgeneralvikar beim Evangelischen Feldbischof Franz Dohrmann. 1946 übernahm er die Geschäftsführung des Central-Ausschusses der Inneren Mission (Geschäftsstelle Bethel). In dieser Funktion nahm er an der Verfassunggebenden Versammlung der Evangelischen Kirche in Deutschland 1948 teil und war daran beteiligt, dass die Formulierung von der Diakonie als „Wesens- und Lebensäußerung der Kirche“ in Artikel 15 der Grundordnung der EKD aufgenommen wurde. 1949 wurde er Vorsitzender der Evangelischen Konferenz für Straffälligenpflege und 1952 Mitglied des Diakonischen Beirates der EKD. 1953 initiierte er die Gründung der Evangelischen Aktionsgemeinschaft für Familienfragen und amtierte bis 1955 als deren erster Präsident. Nach der maßgeblich von ihm betriebenen Fusion von Innerer Mission und Hilfswerk wurde er 1957 erster Präsident der Hauptgeschäftsstelle des Werkes Innere Mission und Hilfswerk der EKD (ab 1975 Diakonisches Werk der EKD, ab 2012 Diakonie Deutschland). 1962 gab er das Amt auf; sein Nachfolger wurde Theodor Schober.
Münchmeyer wurde 1957 mit der Ehrendoktorwürde der Evangelisch-Theologischen Fakultät der Universität Münster ausgezeichnet.

## Schriften (Auswahl)
- (Herausgeber:)  Otto Ohl in Werk und Weg. Erstrebtes und Erreichtes auf dem Arbeitsfeld der Inneren Mission. Festschrift für D. Otto Ohl. Lichtweg-Verlag Essen 1952
- Erinnerungen an Feldbischof D. Franz Dohrmann. In: Hermann Kunst (Hrsg.): Gott läβt sich nicht spotten. Franz Dohrmann, Feldbischof unter Hitler. Hannover 1983, S. 13–22.